# Gospodarstvo Gruzije
Gospodarstvo Gruzije je nakon raspada SSSR-a i osamostaljenja doživjelo silovit pad. Veliki dio poduzeća je prestao poslovati, a poljoprivredna i industrijska proizvodnja su se u razdoblju od 1991. – 1994. svake godine prepolovile. Već 1995. započinje proces privatizacije, ali privatizacija državnih poduzeća vlasničkim certifikatima nije uspjela. Prvi znaci oporavka gospodarstva javljaju se 1996. godine kada gruzijska vlada uz pomoć MMF-a provodi opsežne reforme kojima se smanjuje inflacija te otvarju nova tržišta (prije svega u Turskoj, Azerbajdžanu i Turkmenistanu)
Glavne gospodarske djelatnosti su uzgoj poljoprivrednih proizvoda kao što su grožđe, agrumi i lješnjaci; u rudarstvu vađenje mangana, bakra i zlata; te proizvodnja alkoholnih i bezalkoholnih pića, metalna industrija, strojogradnja i kemijska industrija. Najvažnije poljoprivredno područje je Kolhidska nizina gdje mogu uspijevati i suptropske kulture, a tu se uzgajaju čaj, voće (naranče, limuni, jabuke) i kukuruz. Na južnim padinama Velikog Kavkaza dugu tadiciju ima vinogradarstvo. Gruzija je u vrijeme SSSR-a bila važan proizvođač mangana, (ležišta kraj Čiature), kod Tkvarčelija ima kamenog uglja, a u nizinama na zapadu i u obalnom području otkrivena su ležišta nafte i zemnog plina. Dvije trećine električne energije dobiva se iz hidroelektrana, a ostatak iz termoelektrana koje rade na kameni ugljen i zemni plin. Većina industrije smještena je na tri industrijska područja: Tbilisi-Rustavi, Zestafoni-Čiatura i Kutaisi-Tkibuli. Kod Batumija se nalazi naftni terminal i rafinerija nafte. Turizam je jedan od najbrže rastućih sektora gruzijskog gospodarstva koji ima značajan potencijal u budućnosti. Gruziju je 2011. posjetilo oko tri milijuna turista. Najznačajnija su ljetovališta na crnomorskoj obali te zimska središta na padinama Kavkaza.